# Зобовка (Брянская область)
Зобовка — деревня в Дубровском районе Брянской области, в составе Рябчинского сельского поселения. Расположена в 6 км к югу от села Рябчи, в 3 км к северу от деревни Мареевка. Постоянное население с 2008 года отсутствует.

## История
Возникла в начале XX века; первоначально входила в Мареевский сельсовет, позднее (до 2005 года) — в Рябчинский сельсовет.
| Годы      | 1926 | 1979 | 1989 | 2002 | 2010 |
| --------- | ---- | ---- | ---- | ---- | ---- |
| Население | 62   | 26   | 15   | 4    | 0    |